# Woman Suffrage Party of Louisiana
Woman Suffrage Party of Louisiana (WSP) var en organisation för kvinnors rösträtt och rättigheter i delstaten Louisiana i USA, aktiv 1913-1917. 
Föreningen grundades av en grupp rösträttskvinnor i New Orleans. Dessa utgjorde en utbrytargrupp ur Southern States Woman Suffrage Conference (SSWSC), som tidigare varit associerad med National American Woman Suffrage Association (NAWSA) men som hamnat i konflikt med NAWSA därför att SSWSC främst stödde kvinnlig rösträtt på delstatnivå snarare än nationell nivå, och detta främst för att säkerställa vit makt i Sydstaterna. 
WSP kom att få ett bättre samarbete med den nationella paraplyföreningen NAWSA. 